# Polkern (Osterburg)
Polkern gehört zur Ortschaft Krevese und ist ein Ortsteil der kreisangehörigen Hansestadt Osterburg (Altmark) im Landkreis Stendal in Sachsen-Anhalt.

## Geographie
Polkern, ein Straßendorf mit Kirche, liegt 2,5 Kilometer nordöstlich von Krevese und etwa 5 Kilometer nordwestlich von Osterburg in der Gemarkung Dequede am östlichen, steil abfallenden Rand des Landschaftsschutzgebietes „Ostrand der Arendseer Hochfläche“ in der Altmark.
Der Radfernweg Altmarkrundkurs führt in Nord-Süd-Richtung durch das Dorf. Die höchste Erhebung ist der 73,3 Meter hohe Fromms-Berg im Krumker Holz, einen Kilometer südlich des Dorfes. Der Berg gehört zu den Rossower Bergen, die sich nach Norden bis Barsberge erstrecken.
Nachbarorte sind Dequede und Röthenberg im Westen, Drüsedau und Lindhof im Norden, Behrend im Nordosten, Kalandshofen und Osterburg im Südosten, Krumke im Süden und Krevese im Südwesten.

## Geschichte

### Mittelalter bis Neuzeit
Die erste Erwähnung des Dorfes Polkern stammt aus dem Jahre 1235 als in villa Polcre, als die Markgrafen Johann und Otto mit dem Kloster Arendsee einen Gütertausch durchführten. Weitere Nennungen sind 1551 Polckern, 1687 Polckern und 1804 Polkern.

### Landwirtschaft
Bei der Bodenreform wurden 1945 ermittelt: 17 Besitzungen unter 100 Hektar hatten zusammen 393 Hektar, zwei Kirchenbesitzungen hatten zusammen 13 Hektar, eine Gemeindebesitzung hatte 1 Hektar. Enteignet und aufgeteilt wurde ein Bauernhof mit 100,9 Hektar. 1948 hatten aus der Bodenreform vier Vollsiedler jeder über 5 Hektar und 53 Kleinsiedler jeder unter 5 Hektar erworben.
Im Februar 1953 entstand die erste Landwirtschaftliche Produktionsgenossenschaft vom Typ III, die LPG „Karl Marx“. Die fünf verbliebenen Einzelbauern schlossen sich 1960 unter erheblichem politischem Druck zur LPG „Auf dem Berge“ zusammen. In der Folge kam es zu weiteren Zusammenschlüssen. Polkern wurde einer der Standorte der Zwischengenossenschaftlichen Einrichtung „ZGE Schweineproduktion Ballerstedt.“

### Vorgeschichte und Archäologie
Die Großsteingräber bei Polkern wurden im 19. Jahrhundert zerstört. Eine Grabhügelgruppe bei Polkern wurde auf die römische Kaiserzeit datiert. Geborgene Grabbeigraben, wie eine weitmundige keramische Schale und ein engmundiger Topf, sind im Kreismuseum Osterburg inventarisiert.
Im Jahre 1897 wurde in Polkern ein Silberschatz gefunden. Dazu gehörten 152 niederelbische Agrippiner und Hacksilber. Die Münzen waren um 1120 vergraben worden.
Die Fundumstände sind nicht überliefert. Paul Kupka beschrieb im Jahre 1906 silberne Schmuckgeräte aus Korallen und Topassteinen, die seinerzeit im Museum in Stendal aufbewahrt wurden. Die Münzen waren an ein Museum in Berlin eingesendet worden.

### Herkunft des Ortsnamens
Ernst Haetge schrieb 1938, abgeleitet von „pol-criv“ könnte „pole“ für „das Feld“, „criv“ für „bucklich, hügelig“ stehen. Das „v“ könnte sich abgeschliffen haben.

### Eingemeindungen
Bis 1807 gehörte das Dorf zum Seehausenschen Kreis der Mark Brandenburg in der Altmark. Danach lag es bis 1810 im Kanton Bretsch auf dem Territorium des napoleonischen Königreichs Westphalen. Ab 1816 gehörte die Gemeinde zum Kreis Osterburg, dem späteren Landkreis Osterburg.
Am 20. Juli 1950 wurde die bis dahin eigenständige Gemeinde Polkern nach Dequede eingemeindet. Am 25. Juli 1952 wurde die Gemeinde Dequede in den Kreis Osterburg umgegliedert. Am 1. Februar 1974 wurde die Gemeinde Dequede in die Gemeinde Krevese eingemeindet. Zu Krevese kamen damit die Ortsteile Polkern, Dequede und Röthenberg.
Am 1. Juli 2009 erfolgte der Zusammenschluss der Gemeinde Krevese mit anderen Gemeinden zur neuen Einheitsgemeinde Hansestadt Osterburg (Altmark). Die Ortsteile Polkern, Dequede und Röthenberg kamen dadurch zur neuen Ortschaft Krevese und zur Hansestadt Osterburg (Altmark).

### Einwohnerentwicklung
| Jahr | Einwohner |
| ---- | --------- |
| 1734 | 087       |
| 1775 | 103       |
| 1789 | 095       |
| 1798 | 111       |
| 1801 | 106       |
| 1818 | 092       |

| Jahr | Einwohner |
| ---- | --------- |
| 1840 | 161       |
| 1864 | 171       |
| 1871 | 177       |
| 1885 | 171       |
| 1892 | [00]161   |
| 1895 | 139       |

| Jahr | Einwohner |
| ---- | --------- |
| 1900 | [00]133   |
| 1905 | 143       |
| 1925 | 167       |
| 1910 | [00]149   |
| 1930 | [0]171    |
| 1939 | 140       |

| Jahr | Einwohner |
| ---- | --------- |
| 1946 | 286       |
| 1991 | [0]112    |
| 2005 | [0]149    |
| 2011 | [00]134   |
| 2012 | [00]128   |
| 2015 | [0]127    |

| Jahr | Einwohner |
| ---- | --------- |
| 2018 | [00]129   |
| 2019 | [00]128   |
| 2020 | [00]128   |
| 2021 | [00]126   |
| 2022 | [0]124    |
| 2023 | [0]132    |

Quelle, wenn nicht angegeben, bis 1946:

## Religion
Die evangelische Kirchengemeinde Polkern, die früher zur Pfarrei Krevese gehörte, wird heute betreut vom Pfarrbereich Kossebau im Kirchenkreis Stendal im Bischofssprengel Magdeburg der Evangelischen Kirche in Mitteldeutschland.
Die ältesten überlieferten Kirchenbücher für Polkern stammen aus dem Jahre 1801. Ältere Einträge finden sich in den Büchern von Krevese, die 1683 beginnen.
Die katholischen Christen gehören zur Pfarrei St. Anna in Stendal im Dekanat Stendal im Bistum Magdeburg.

## Kultur und Sehenswürdigkeiten
- Die evangelische Dorfkirche Polkern, eine ursprünglich romanischer Feldsteinbau aus dem 12. Jahrhundert, wurde 1777 umgebaut. Der heutige Fachwerkturm stammt von 1905.[25] Umgeben von tiefen Gräben hat der Platz eine wehrhaften Charakter. Gottfried Daume vermutet hier einen ehemaligen slawischen Opferplatz, auf dem später die Kirche errichtet wurde.[26]
- Seit dem Jahr 2000 gibt es ein Dorfgemeinschaftshaus und Domizil für die Freiwillige Feuerwehr, entstanden aus einem landwirtschaftlichen Gebäude. Der Verein „Weitblick Polkern e. V.“ und die Freiwillige Feuerwehr organisieren jährlich ein Dorffest, zwei Brauchtumsfeuern und eine Weihnachtsfeier.[7]
- Der Ortsfriedhof ist auf dem Kirchhof.
- In der Dorfkirche gibt es als Besonderheit Gedenktafeln für die Gefallenen der Freiheitskriege von 1813–1815. Sie sind auf der Empore abgelegt.[27]

## Wirtschaft und Infrastruktur
Die Wirtschaft ist landwirtschaftlich geprägt, neben der Agrargenossenschaft Krevese gibt es zwei Nebenerwerbslandwirte.